# Cyanolanius
Cyanolanius är ett fågelsläkte i familjen vangor inom ordningen tättingar. Släktet omfattar två arter:
- Blåvanga (C. madagascarinus)
- Komorvanga (C. comorensis)